# Drieletterwoord
Met de term drieletterwoord wordt een aantal woorden aangeduid zoals kut, pik en lul, die doorgaans als schuttingtaal gebruikt worden. De Engelse taal heeft een soortgelijke aanduiding bij bepaalde vierletterwoorden ("four letter words"). Bekende voorbeelden daarvan zijn onder meer fuck, cunt, cock, dick, damn en shit. Het eerste en het laatste woord uit deze Engelse lijst worden ook in Nederland gebruikt.